# 盛白沙
盛白沙（1894年—1923年），名延年、延祺，字白沙，以字行，号益斋、磊斋，男，江苏仪征人，中国革命烈士，曾任中华民国军政府海军“肇和舰”舰长，汕头海军临时舰队指挥。

## 生平
宣统三年（1911年）加入中国同盟会。1914年加入中华革命党。

## 身后
1924年，追赠海军中将衔。
1985年，江苏省人民政府追认其为革命烈士。

## 纪念
- 盛白沙烈士纪念碑
- 白沙公园